# Auslogics Registry Defrag
Auslogics Registry Defrag — бесплатная утилита (только для частного использования), которая предоставляет пользователям мощный и простой в использовании инструмент для дефрагментации системного реестра 32-битных и 64-разрядных операционных систем Microsoft Windows.

## Описание
Auslogics Registry Defrag производит сканирование и дефрагментацию как всего, так и отдельных веток системного реестра операционной системы Microsoft Windows. При сканировании происходит чистка ключей, значений и прочих записей, к которым часто обращается установленное программное обеспечение в системе, тем самым повышая быстродействие и ускорение работы как всей системы в целом, так и отдельных компонентов и приложений.

## Возможности
- Простой в использовании графический интерфейс.
- Автоматическая проверка.
- Оптимизация всего системного реестра Windows одним кликом мыши.
- Создание точки восстановления системы до начала дефрагментации.
- Оптимизация системного реестра для значительного уменьшения потребления оперативной памяти.
- Быстрая загрузка приложений.
- Увеличение производительности и быстродействия компьютера.
- Исправляет ошибки в структуре системного реестра Windows.
- Минимальное потребление системных ресурсов.
- Интернациональная поддержка.